# پازل (مجموعه تلویزیونی)
پازل مینی‌سریال تلویزیونی ایرانی به کارگردانی ابراهیم شیبانی و تهیه‌کنندگی محمد پیرهادی است که از ۲۶ مهر ۱۳۹۳ از شبکه یک پخش شد. بازیگران آن رضا کیانیان، آرش مجیدی، شقایق فراهانی، اصغر همت، جلال فاطمی و ماه‌چهره خلیلی هستند. داستان این مجموعه دربارهٔ حمله به تاسیسات هسته‌ای ایران است.

## داستان
جاسوسان خرابکار در قسمتی از برنامه‌های سازمان انرژی هسته‌ای خللی وارد می‌کنند تا ایران در برابر مهمانان و خبرنگاران خارجی تحقیر شود؛ اما وزارت اطلاعات از این موضوع مطلع می‌شود و تلاش برای خنثی کردن توطئه را آغاز می‌کند.

## بازیگران
- شقایق فراهانی
- رضا کیانیان
- آرش مجیدی
- اصغر همت
- جلال فاطمی
- ماه‌چهره خلیلی